# Mangeliidae
Mangeliidae zijn een familie van weekdieren uit de klasse van de Gastropoda (slakken).

## Geslachten
- Acmaturris Woodring, 1928
- Agathotoma Cossmann, 1899
- Anticlinura Thiele, 1934
- Antiguraleus Powell, 1942
- Apispiralia Laseron, 1954
- Apitua Laseron, 1954
- Bactrocythara Woodring, 1928
- Bela Leach, 1847
- Belalora Powell, 1951
- Belidaphne Vera-Peláez, 2002 †
- Bellacythara McLean, 1971
- Benthomangelia Thiele, 1925
- Brachycythara Woodring, 1928
- Cacodaphnella Pilsbry & Lowe, 1932
- Canetoma Bartsch, 1941
- Citharomangelia Kilburn, 1992
- Cryoturris Woodring, 1928
- Curtitoma Bartsch, 1941
- Cytharopsis A. Adams, 1865
- Eucithara Fischer, 1883
- Euryentmema Woodring, 1928
- Fusiguraleus Powell, 1942
- Genotina Vera-Peláez, 2004
- Gingicithara Kilburn, 1992
- Glyphoturris Woodring, 1928
- Granotoma Bartsch, 1941
- Granoturris Fargo, 1953
- Guraleus Hedley, 1918
- Hemicythara Kuroda & Oyama, 1971
- Heterocithara Hedley, 1922
- Ithycythara Woodring, 1928
- Kurtzia Bartsch, 1944
- Kurtziella Dall, 1918
- Kurtzina Bartsch, 1944
- Kyllinia Garilli & Galletti, 2007
- Leiocithara Hedley, 1922
- Liracraea Odhner, 1924
- Lorabela Powell, 1951
- Macteola Hedley, 1918
- Mangelia Risso, 1826
- Marita Hedley, 1922
- Mitraguraleus Laseron, 1954
- Neoguraleus Powell, 1939
- Notocytharella Hertlein & Strong, 1955
- Obesotoma Bartsch, 1941
- Oenopota Mörch, 1852
- Oenopotella A. Sysoev, 1988
- Papillocithara Kilburn, 1992
- Paraguraleus Powell, 1944
- Paraspirotropis Sysoev & Kantor, 1984
- Perimangelia McLean, 2000
- Platycythara Woodring, 1928
- Propebela Iredale, 1918
- Pseudorhaphitoma Boettger, 1895
- Pyrgocythara Woodring, 1928
- Rubellatoma Bartsch & Rehder, 1939
- Saccharoturris Woodring, 1928
- Sorgenfreispira Moroni, 1979
- Stellatoma Bartsch & Rehder, 1939
- Suturocythara Garcia, 2008
- Tenaturris Woodring, 1928
- Toxicochlespira Sysoev & Kantor, 1990
- Venustoma Bartsch, 1941
- Vexiguraleus Powell, 1942
- Vitjazinella Sysoev, 1988
- Vitricythara Fargo, 1953